# Alucita hexadactyla
Espèce
Alucita hexadactyla, l’Ornéode du chèvrefeuille, est une espèce d'insectes de l'ordre des lépidoptères (papillons), de la famille des Alucitidae.
Ses ailes sont découpées chacune en 6 structures semblables à des plumes. La chenille rose se nourrit de chèvrefeuilles.